# تعاونية عمان للأفلام
تعاونية عمان للسينمائيين  أو ( تعاونية عمان للأفلام ) هي جمعية تعاونية تشجع صناعة الأفلام الأردنية والفلسطينية في الشتات من خلال التدريب والتجريب والتواصل. تسعى الجمعية التعاونية إلى تمكين صانعي الأفلام من الطلاب لإنتاج أفلام باستخدام موارد رمزية للغاية وبمساعدة أدوات صناعة الأفلام الرقمية. كما تدير الجمعية التعاونية مهرجان الأردن للفيلم القصير وهو مهرجان للفيلم الفني تأسس عام 2004.